# Кудрин, Иван Гаврилович
Иоанн Гаврилович Кудрин (10 декабря 1879, Средне-Рождественский завод, село Ножовка Оханский уезд, Пермская губерния, Российская империя — 29 июня 1960, Сидней, Австралия) — священнослужитель Иркутско-Амурской и всего Дальнего Востока епархии Русской православной старообрядческой церкви, протоиерей; настоятель кафедрального собора святых апостолов Петра и Павла (1923—1957) в Харбине, военный капеллан и главный старообрядческий священник 3-й Армии Восточного фронта Русской армии генерала К. В. Сахарова, главный старообрядческий священник Дальневосточной армии (с 1919), редактор журнала «Дальневосточный Старообрядецъ» (с 1922), издававшегося во Владивостоке Временным Приамурским правительством, церковный публицист.

## Биография
Родился 10 декабря 1879 года в селе Ножовка, возникшем при Средне-Рождественском заводе в Оханском уезде Пермской губернии, в многодетной семье часовенных старообрядцев позднее перешедших в Древлеправославную церковь Христову.
14 февраля 1898 года женился на Анне Зотиковне Ханжиной (1881—1958), дочери старообрядческого псаломщика Зотика Ивановича Ханжина, в семье родились девять детей.
В 1906 году епископом Пермско-Тобольским Антонием (Паромовым) был рукоположен в сан диакона и 12 ноября 1906 года в пресвитера в общину при Саранинском заводе Пермской губернии (ныне в Свердловской области), где построил храм. В 1909 году переведён в село Рухтино Уфимской губернии, где прослужил до 1919 года.
Делегировался на соборы в Москву, был членом архиепископского совета, затем — председателем епархиальнаго совета Пермско-Тобольской епархии.
В 1919 году эвакуировался в город Курган, где вступил в Просветительное отделение 3-й армии адмирала А. В. Колчака, назначен Главным старообрядческим священником 3-й армии Восточного фронта генерала К. В. Сахарова. По поручению военного министерства разработал «Положение о старообрядческом духовенстве, обслуживающем армию и флот».
В 1919 году утвержден Главным старообрядческим священником Дальневосточной армии в непосредственном ведении Начальника Штаба Верховного Правителя с правами командира Отдельной Армии.
Во время Ледяного похода создал санитарный отряд при Воткинской конной дивизии армии генерала Каппеля. После перехода по льду через Байкал, заболел тифом, находился в госпитале в Чите. В 1921 году вернулся на фронт в Нерчинск.
С сентября 1922 года находился в Харбине и епископом Иосифом (Антипиным) принят в клир Иркутско-Амурский и всего Дальнего Востока епархии. 14 марта 1923 года назначен настоятелем кафедрального собора святых апостолов Петра и Павла в Харбине, к активному строительству которого и преступил.
7 января 1924 года возведен в сан протоиерея.
C июля 1925 года — заместитель председателя Епархиального совета и с 14 января 1927 года, в связи со смертью епископа Иосифа, — временно исполняющий должность Председателя. В 1929 году вёл переписку по нормализации церковной жизни с епископом Афанасием (Федотовым).
Будучи в Маньчжурии, находился в контакте с русскими эмигрантами из Апостольского экзархата Харбина, где выступал с содержательными и актуальными докладами.
В 1958 году вместе с семьей переехал к сыну Александру в Сидней, где в специально приобретенном доме 7 января 1959 года освятил храм честь святых Петра и Павла и совершил первую старообрядческую Божественную литургию в Австралии.
Скончался 29 июня 1960 года и был погребён на кладбище Руквуд в Сиднее.

## Сочинения
Публиковался в Католический вестник Русской епархии византийско-славянского обряда в Маньчжурии.
- Голос старообрядца в защиту своих упований: [По поводу брошюры протоиерея Аристарха Пономарева «Об единоверии»]. Харбин: Изд. Церковно-приходского совета Харбинского старообрядческого прихода, 1939. 173 с.

## Семья
- Жена — Анна Зотиковна Ханжина (1881—1958)
  - Дети — Константин (р. 1901), Анна (р. 1904), Лидия (р. 1906), Александр (р. 1908), Антонина (р. 1911), Авфоний (р. 1914), Марфа (р. 1917), Валентина (р. 1917), Павла (р. 1923)